# Ely Jacques Kahn
Ely Jacques Kahn (1884 - 1972) a fost un arhitect comercial american, care a fost cel mai activ în New York City în perioada de maximă înflorire a Art Deco în arhitectura din Statele Unite ale Americii dintre anii 1925 și 1931.
Ely Jacques Kahn a fost tatăl lui Ely Jacques Kahn, Jr., unul dintre cei mai talentați și cunoscuți redactori ai săptămânalului The New Yorker. Este interesant că scriitoarea și autoarea unor eseuri filozofice, Ayn Rand, a lucrat în biroului lui Kahn în faza de documentare a scrierii faimosului său roman, The Fountainhead, care i-a adus atât o largă recunoaștere cât și siguranță financiară.